# Jorge Ibáñez (diseñador)
Jorge Carlos Ibáñez (Lomas de Zamora, Provincia de Buenos Aires, 6 de diciembre de 1969 - Buenos Aires, 14 de marzo de 2014) fue un reconocido diseñador de moda de alta costura femenina y empresario argentino.

## Biografía
Creció en un hogar de clase media en la zona sur del Gran Buenos Aires, hijo de Mabel y Jorge. Desde su infancia tuvo inclinación por la moda, realizó estudios universitarios de medicina un año antes de dedicarse al diseño. Sus primeros trabajos los hizo a su abuela y a su madre para un casamiento familiar. El paso a la homosexualidad lo vivió de manera natural y sus padres nunca se opusieron.
Comenzó su carrera en 1992 con un pequeño atelier en la ciudad de Buenos Aires y desde ese momento no dejó de presentar sus colecciones anualmente. Fue uno de los diseñadores favoritos de las estrellas del mundo del espectáculo y de la alta sociedad argentina. Susana Giménez y Mirtha Legrand eran dos de las conductoras de televisión que vestían regularmente sus diseños.
Ibáñez utilizó en sus presentaciones en la pasarela a modelos y actrices y siempre elegía hoteles lujosos de Buenos Aires para presentar sus vestidos. Se inspiraba en Dior, Yves Saint Laurent y Valentino.
Además de sus colecciones de alta costura, ofrecía colecciones especiales para novias. Entre sus decenas de trabajos y participaciones en televisión se destacan Almorzando con Mirtha Legrand y El Periscopio en 1995 (ambas como vestuarista de Mirtha Legrand y Graciela Alfano, respectivamente), Bailando por un sueño, Tendencias y La jaula de la moda, esta última junto a Horacio Cabak.
Jorge Ibáñez falleció de imprevisto en la mañana del 14 de marzo de 2014 en su departamento ubicado en el barrio Recoleta, en la ciudad de Buenos Aires, donde vivía desde hacía varios años, a causa de un fallo cardíaco. Lo encontró una empleada de su atelier conjunto al portero y una compañera, fue encontrado a las 11:30 horas con ropa de gimnasio. Se estima que habría fallecido alrededor de las 08:30 horas, ya que se quedó dormido mientras esperaba a su entrenador personal para realizar su gimnasia diaria. El diseñador llevaba una vida muy metódica y sana.
Actualmente su madre continúa con su negocio de ropa.